# سیارک ۴۶۷۱۹
سیارک ۴۶۷۱۹ (به انگلیسی: 46719 Plantade، نامگذاری:1997PJ) چهل و شش هزار و هفتصد و نوزدهمین سیارک کشف شده‌است که در ۱ اوت ۱۹۹۷ کشف شد.